# 1-800-NEW-FUNK
A 1-800-NEW-FUNK Prince NPG Records-ának a válogatásalbuma, amely a kiadóhoz szerződött előadókat mutatta be. 1994. július 20-án jelent meg. Az album címe egy ingyenesen hívható telefonszám volt az Egyesült Államokban, amelyen a rajongók Prince-szel kapcsolatos tárgyakat vásárolhattak.
Az Entertainment Weekly írása szerint az album tökéletesen bemutatja, miért volt sikertelen az NPG Records, mint kiadó.

## Számlista
|     | Cím                                             | Előadó(k)                | Hossz |
| --- | ----------------------------------------------- | ------------------------ | ----- |
| 1.  | MPLS                                            | Minneapolis              | 4:27  |
| 2.  | Hollywood (A Hey Man, Smell My Finger albumról) | George Clinton           | 4:33  |
| 3.  | Love Sign                                       | Nona Gaye és Prince      | 4:32  |
| 4.  | If I Love U 2nite (A Child of the Sun albumról) | Mayte                    | 4:20  |
| 5.  | Color                                           | The Steeles              | 4:20  |
| 6.  | 2gether (A Goldnigga albumról)                  | The New Power Generation | 5:07  |
| 7.  | Standing at the Altar                           | Margie Cox               | 3:55  |
| 8.  | You Will be Moved (A The Voice albumról)        | Mavis Staples            | 4:12  |
| 9.  | 17                                              | Madhouse                 | 5:24  |
| 10. | A Woman's Gotta Have It                         | Nona Gaye                | 4:30  |
| 11. | MPLS Reprise                                    | Minneapolis              | 0:48  |